# Binigafull
Binigafull este o arie protejată (arie specială de conservare — SAC, sit de importanță comunitară — SCI) din Spania întinsă pe o suprafață de 2,74 ha, integral pe uscat.

## Localizare
Centrul sitului Binigafull este situat la coordonatele 40°01′53″N 3°53′34″E / 40.0313°N 3.8927°E.

## Înființare
Situl Binigafull a fost declarat sit de importanță comunitară în iulie 2010 pentru a proteja 6 specii de animale. Situl a fost protejat și ca arie specială de conservare în martie 2015.

## Biodiversitate
Situată în ecoregiunea mediteraneană, aria protejată conține 1 habitat natural: Iazuri temporare mediteraneene.
La baza desemnării sitului se află mai multe specii protejate de  păsări (6): fâsă-de-câmp (Anthus campestris), pasărea ogorului (Burhinus oedicnemus), caprimulg (Caprimulgus europaeus), șoim călător (Falco peregrinus), acvilă pitică (Hieraaetus pennatus), silvie de tufiș (Sylvia undata).
Pe lângă speciile protejate, pe teritoriul sitului au mai fost identificate 1 specie de plante, 1 specie de amfibieni, 1 specie de nevertebrate.